# بینبریج کلبی
بینبریج کلبی (انگلیسی: Bainbridge Colby; ۲۲ دسامبر ۱۸۶۹ – ۱۱ آوریل ۱۹۵۰) سیاست‌مدار اهل ایالات متحده آمریکا بود.